# Prieuré Saint-Benoît de Damme
Le prieuré Sint-Benoît est une abbaye bénédictine à Damme, dans le Land de Basse-Saxe et le diocèse de Münster.

## Histoire
Le monastère est fondé en 1962 par des moines de l'abbaye de Münsterschwarzach. Il est construit sur une ancienne ferme léguée pour sa fondation. En 1966, l'internat ouvre avec une dizaine d'étudiants. En 1971, l'internat s'installe dans le bâtiment nouvellement construit. Il ferme au bout de dix ans, faute de demande, et devient une maison d'hôtes, une grande chapelle est construite et le domaine fermier est loué.
En 2004, un labyrinthe est créé dans le petit bois devant le monastère.
Les bénédictins tiennent une maison d'hôtes pour des conférences et des retraites, ainsi qu'un magasin de produits monastiques. La maison d'hôtes enregistre plus de 12 000 nuitées par an pour 4 000 personnes. En février 2016, les moines annoncent la fermeture de l'abbaye pour le 31 décembre, poussée notamment par la rénovation coûteuse des lieux. Les moines retourneront à l'abbaye de Münsterschwarzach.